# Приезжево (Пушкиногорский район)
Приезжево — деревня в Пушкиногорском районе Псковской области. Входит в состав сельского поселения «Полянская волость».
Расположена в 20 км к юго-западу от посёлка Пушкинские Горы.

## Население
Численность населения деревни составляет 76 человек (2000 год).